# Begraafplaats van Guînes

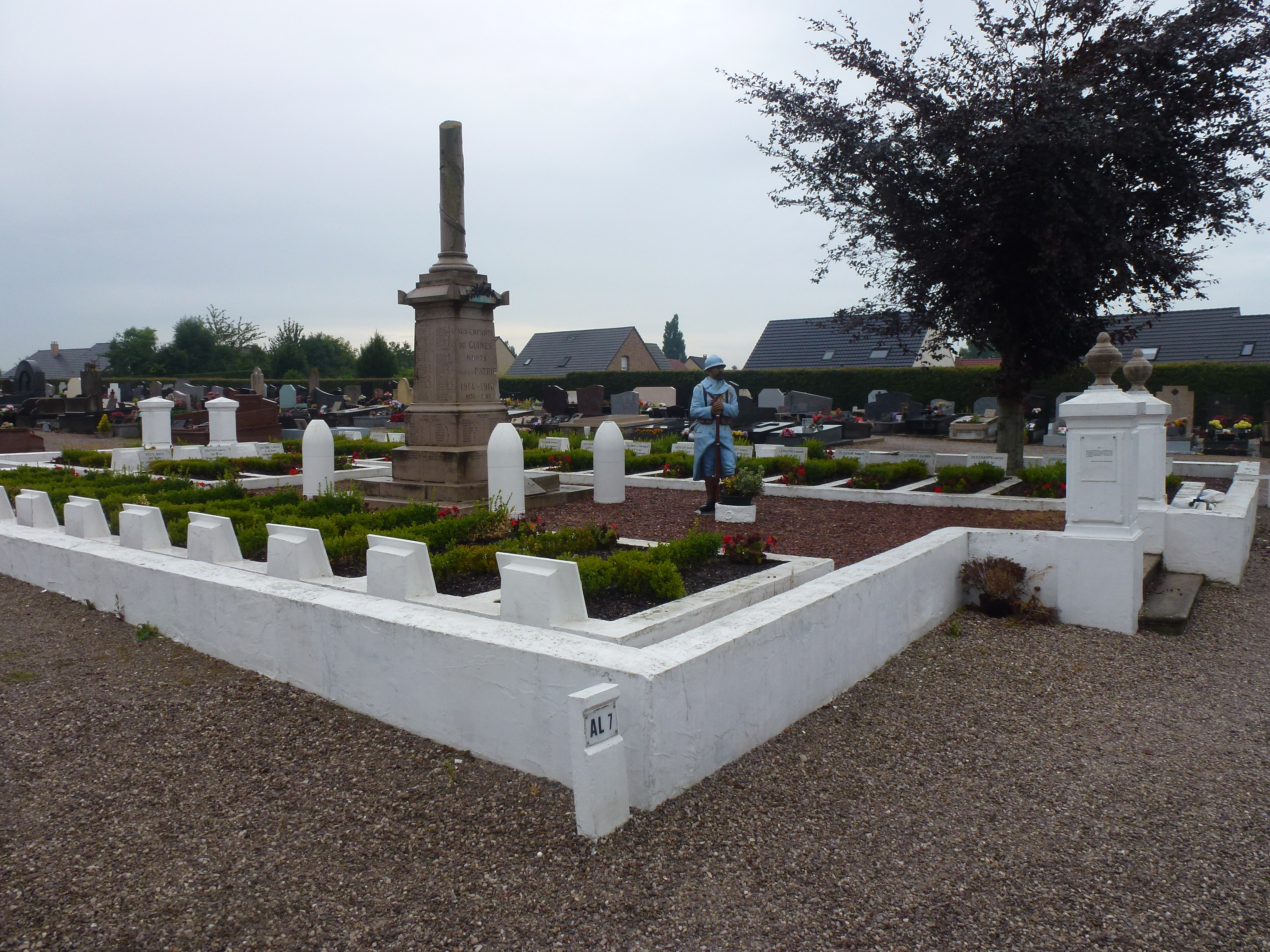
Begraafplaats van Guînes en Frans militair perk

De Begraafplaats van Guînes is een gemeentelijke begraafplaats in de Franse gemeente Guînes in het departement Pas-de-Calais. De begraafplaats ligt in het zuidoosten van het stadscentrum, bij het kruispunten van de weg naar Ardres en de weg naar Licques. Op de begraafplaats bevindt zich een Frans militair perk.

## Britse oorlogsgraven
Op de begraafplaats bevinden zich zeven Britse en een Pools oorlogsgraf uit de Tweede Wereldoorlog. De graven zijn geïdentificeerd en worden onderhouden door de Commonwealth War Graves Commission. In de CWGC-registers is de begraafplaats opgenomen als Guines Communal Cemetery.